# 阿扣
阿扣（藏語：ཨ་ཁུ，威利转写：a khu，1943年12月—2014年3月13日），西藏比如人，中华人民共和国政治人物。
早年担任比如县书记，安多县委书记，那曲地区行署副专员、地委委员，西藏自治区计划委员会副主任等职。2000年5月，任西藏自治区人大常委会副主任。2014年去世。